# 布倫納山口格里斯
布倫納山口格里斯是奥地利蒂罗尔州因斯布鲁克兰县的一个市镇。总面积55.8平方公里，总人口1255人，人口密度22.5人/平方公里（2011年）。